# جيمس س. كوين
جيمس س. كوين (بالإنجليزية: James C. Coyne)‏ هو عالم نفس وأستاذ جامعي أمريكي، ولد في 22 أكتوبر 1947.